# Нижній Бардим
Нижній Барди́м (рос. Нижний Бардым) — присілок у складі Артинського міського округу Свердловської області.
Населення — 315 осіб (2010, 400 у 2002).
Національний склад станом на 2002 рік: марійці — 73 %.